# 東京科学大学情報理工学院
東京科学大学情報理工学院（とうきょうかがくだいがくじょうほうりこうがくいん、英語: School of Computing）は、東京科学大学の学院。

## 沿革
- 1970年（昭和45年） - 東京工業大学理学部に情報科学科を設置[1]
- 1974年（昭和49年） - 工学部の電気工学科、電子工学科、電子物理工学科を改組し、電気・電子工学科、電子物理工学科、情報工学科を設置[1]
- 1978年（昭和53年） - 大学院理工学研究科の電気工学専攻、電子工学専攻、電子物理工学専攻を改組し、電気・電子工学専攻、電子物理工学専攻、情報工学専攻設置[1]
- 1994年（平成6年） - 大学院情報理工学研究科を設置、数理・計算科学専攻、計算工学専攻、情報環境学専攻の三専攻[1]
- 2016年（平成28年） - 大学院情報理工学研究科を情報理工学院に改組[1]
- 2017年（平成29年） - 情報理工学院にサイバーセキュリティ研究センターを設置[1]
- 2024年（令和6年）10月1日 - 東京科学大学の発足に伴い東京科学大学情報理工学院となる

## 教育

### 取得できる教員免許状
- 学士課程 - 中学校教諭一種免許状（数学）、高等学校教諭一種免許状（数学・情報）
- 修士課程 - 中学校教諭専修免許状（数学）、高等学校教諭専修免許状（数学・情報）

## 構成
※は複数の系に関連しているコース。
| 情報理工学院 | 学士課程（1年目）                                   | 学士課程（2～4年目） | 大学院課程 |
| 情報理工学院 | 情報理工学院                                        | 数理・計算科学系     | 数理・計算科学系 - 数理・計算科学コース - 知能情報コース※                                                                                     |
| 情報理工学院 | 情報理工学院                                        | 情報工学系           | 情報工学系 - 情報工学コース - 知能情報コース※ - エネルギー・情報コース※ - 人間医療科学技術コース※ - 物質・情報卓越コース※（博士後期課程のみ） |
| 情報理工学院 | 学院研究センター - サイバーセキュリティ研究センター |                      | |